# Ferro e cartone (singolo)
Ferro e cartone è una canzone scritta da Francesco Renga e Marco Lancini, Marco Falubba e Luca Chiaravalli e registrata per il quarto album da solista di Renga Ferro e cartone, pubblicato nel 2007. La canzone è stata estratta come secondo singolo dall'album.

## Video musicale
Il video prodotto per Ferro e cartone è stato diretto da Gaetano Morbioli e Francesco Renga e prodotto dalla Run Multimedia. Le riprese degli esterni sono state girate in Islanda. Il video segue il viaggio di un camper, sul retro del quale si trova Renga che sta suonando il pianoforte. Dopo aver percorso una lunghissima strada, il camper si ferma in quello che sembra essere un grazioso salotto nel bel mezzo delle lande islandesi. Il cantante scende dal camper per accomodarsi su uno dei divani a cielo aperto e libera da una gabbia una Ghiandaia.

## Tracce
1. Ferro e cartone – 3:57

## Classifiche
| Classifica (2007) | Posizione |
| ----------------- | --------- |
| Italia            | 46        |